# Sensu
sensu （センス）は、ラテン語で「～の意味 (sense) で」という意味の単語である。生物学、地理学、言語学、法学など多くの分野で使用されている。

## sensuを用いた一般的な修飾語句
Sensu は、ラテン語の名詞 sensus（意味）の奪格である。しばしば、形容詞を伴って様々な分野で使用されている。例えば、「広義の」を「sensu lato（s.l. と略される）」あるいは「sensu amplo」、「狭義の」を「sensu stricto（s.s. と略される）」と表す。
また、「より」あるいは「最も」という意味を伝えるために比較級や最上級形容詞も使用される。この場合、sensu stricto は sensu strictiore（より厳密に言えば）や sensu strictissimo（最も厳密にいえば）となる。
| 元の語句      | 比較級           | 最上級             | 意味           |
| ------------- | ---------------- | ------------------ | -------------- |
| sensu stricto | sensu strictiore | sensu strictissimo | 厳密な意味では |
| sensu lato    | sensu latiore    | sensu latissimo    | 広い意味では   |
| sensu amplo   | sensu ampliore   | sensu amplissimo   | 緩い意味では   |

植物界 (Plantae) の現在の定義は、このよい例である。植物界の一つの定義では、植物界は全ての緑色植物、全ての紅藻、全ての灰色藻から構成されている。より厳密な定義では紅藻と灰色藻は排除される。この方法で定義された分類群は Plantae sensu stricto と呼ぶことができる。緑藻を除き陸生植物のみとするさらに厳密な定義によって分類された群は、Plantae sensu strictissimo と呼ぶことができる。逆に、「sensu non strictissimo」という表現が使われる例もある。
また、sensu の後に人名を置く用法も一般的である。この場合「sensu Smith」は「Smith によって意図あるいは使用される意味での〜」を意味する。

## 分類学
分類学用語としては、ある分類群（タクソン）名の適用範囲が学説によって異なる場合に、区別するために使われる。

### 用例
ヒゲダコ亜目（有触毛亜目）　subordo Cirrina　Grimpe, 1916 sensu Felley et al., 2001
Grimpeによって1916年に発表された説に基づく定義、および、Felleyら（Felleyとその他多数）によって2001年に発表された説に基づく定義が並立する、分類群 subordo Cirrina。
- フタコブラクダのシノニム ：Camelus bactrianus (sensu lato)　　Camelus ferus (sensu lato)

ダチョウ目
ordo Struthioniformes sensu lato  （広義のダチョウ目）　ordo Struthioniformes sensu stricto  （狭義のダチョウ目）
該当する人名（論者・記載者名）の前につけて表す形をとることも多い。
シブリー・アールキスト鳥類分類
sensu Sibley & Ahlquist　　sensu Sibley & Ahlquist, 1990　　など
なお、複数人の連名である場合に用いられる & （アンパサンド）はその原形である et  で表される場合も多い。